# Georges Antoine Keman
Georges Antoine Keman est un peintre et miniaturiste français, et plus précisément alsacien, né à Sélestat le 7 août 1765, fils de Georges, potier de terre, et de Catherine Faber, mort dans la même ville le 13 juin 1830.

## Biographie
Il rédigea de 1784 à 1816, un journal que l’historien d’art André Girodie publia en 1925 (voir bibliographie). Lors de son exil en Grande-Bretagne durant la Révolution, il peignit un certain nombre d’œuvres, dont un tableau d’autel pour l’église catholique de Bristol.

## Galerie

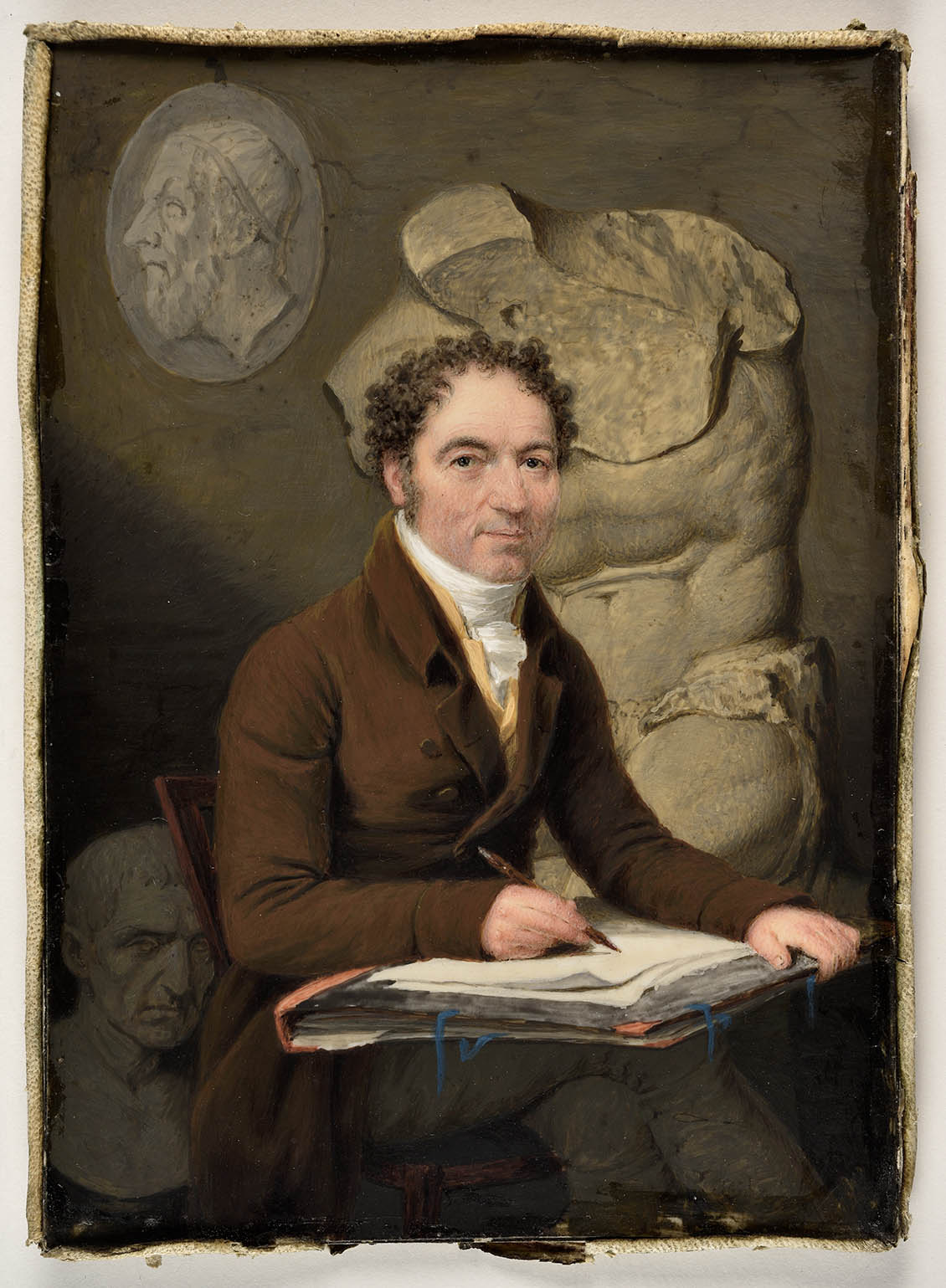
Autoportrait de Georges-Antoine Keman
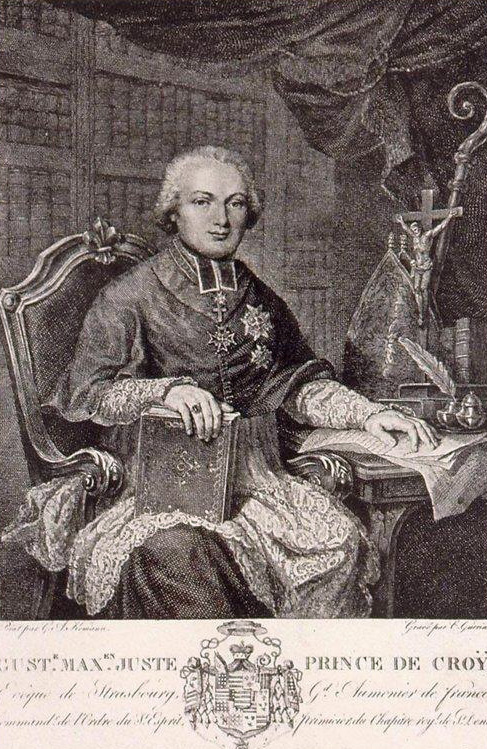
Gustave Maximilien Juste Prince de Croy, évêque de Strasbourg
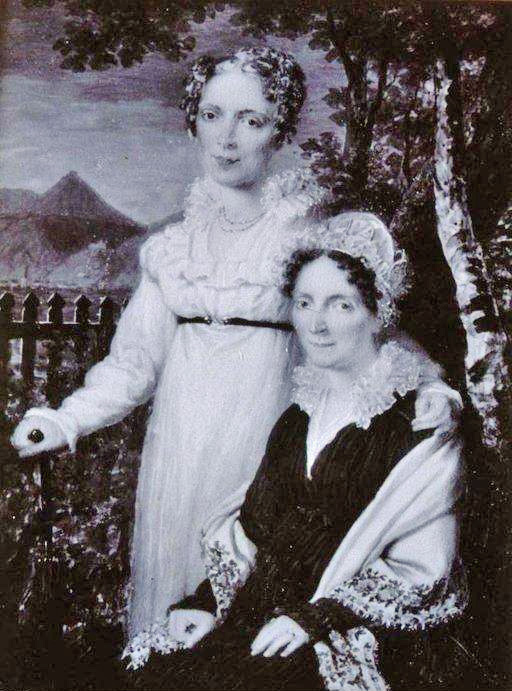
Barbe Pugin, née Kéman, petite cousine de G.-A. Kéman, et sa fille Françoise, au fond paysage des environs de Schlestadt (Kintzheim et Haut-Koenigsbourg)
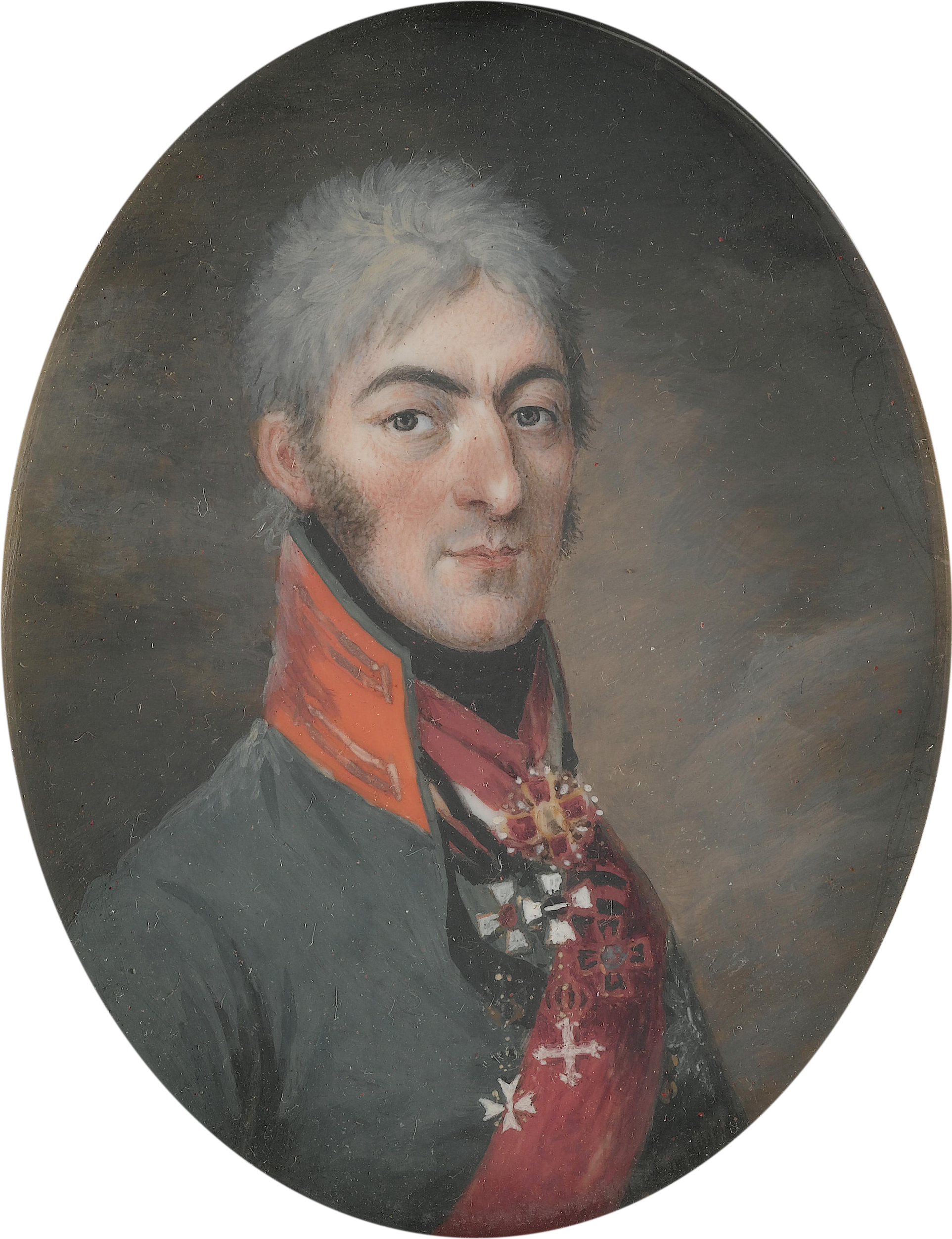
Le prince Piotr Ivanovitch Bagration
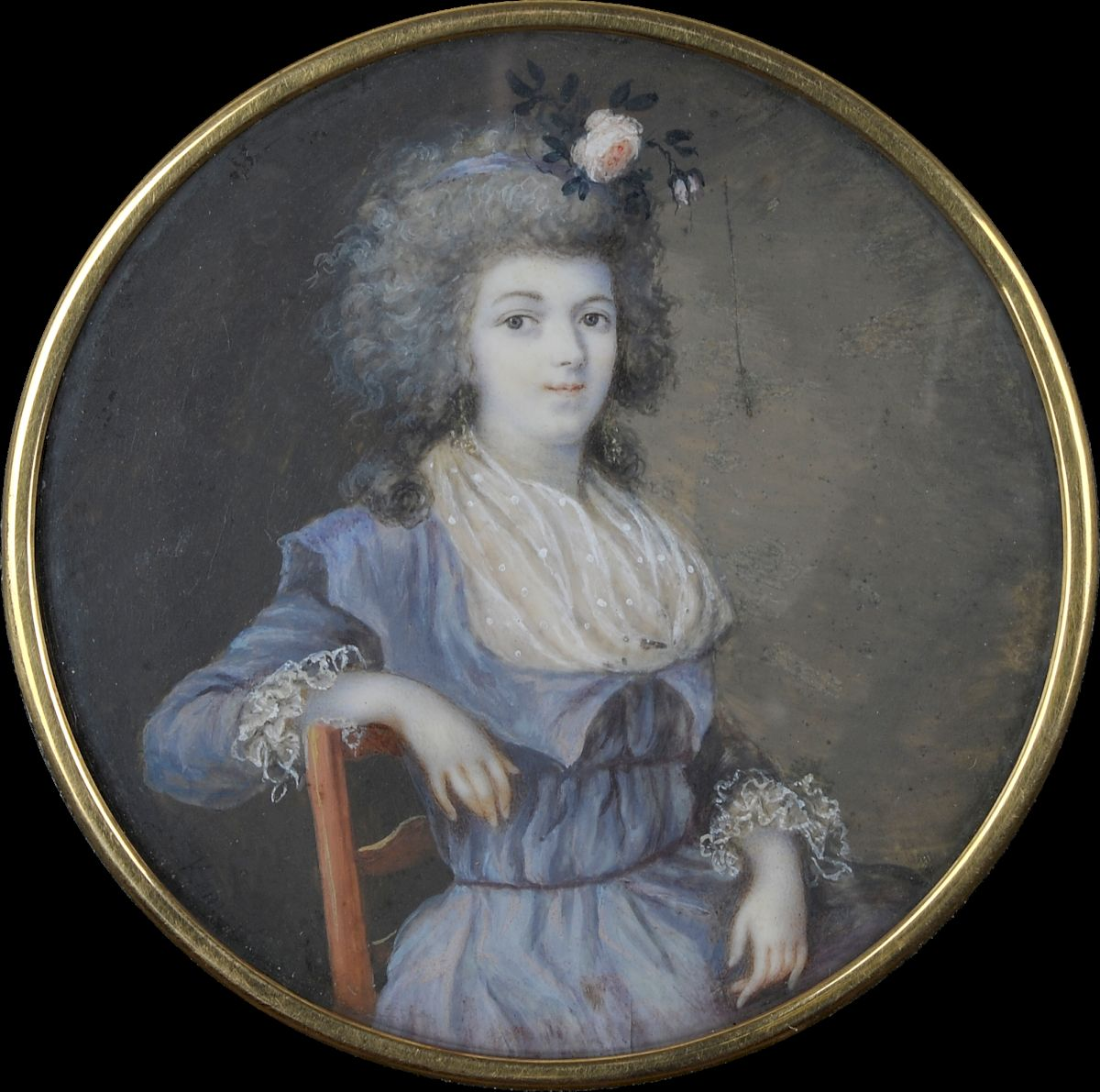
Georges Antoine Keman, portrait de femme, fin du XVIIIe siècle, Strasbourg Cabinet des Estampes et des Dessins